# Salma Hayek

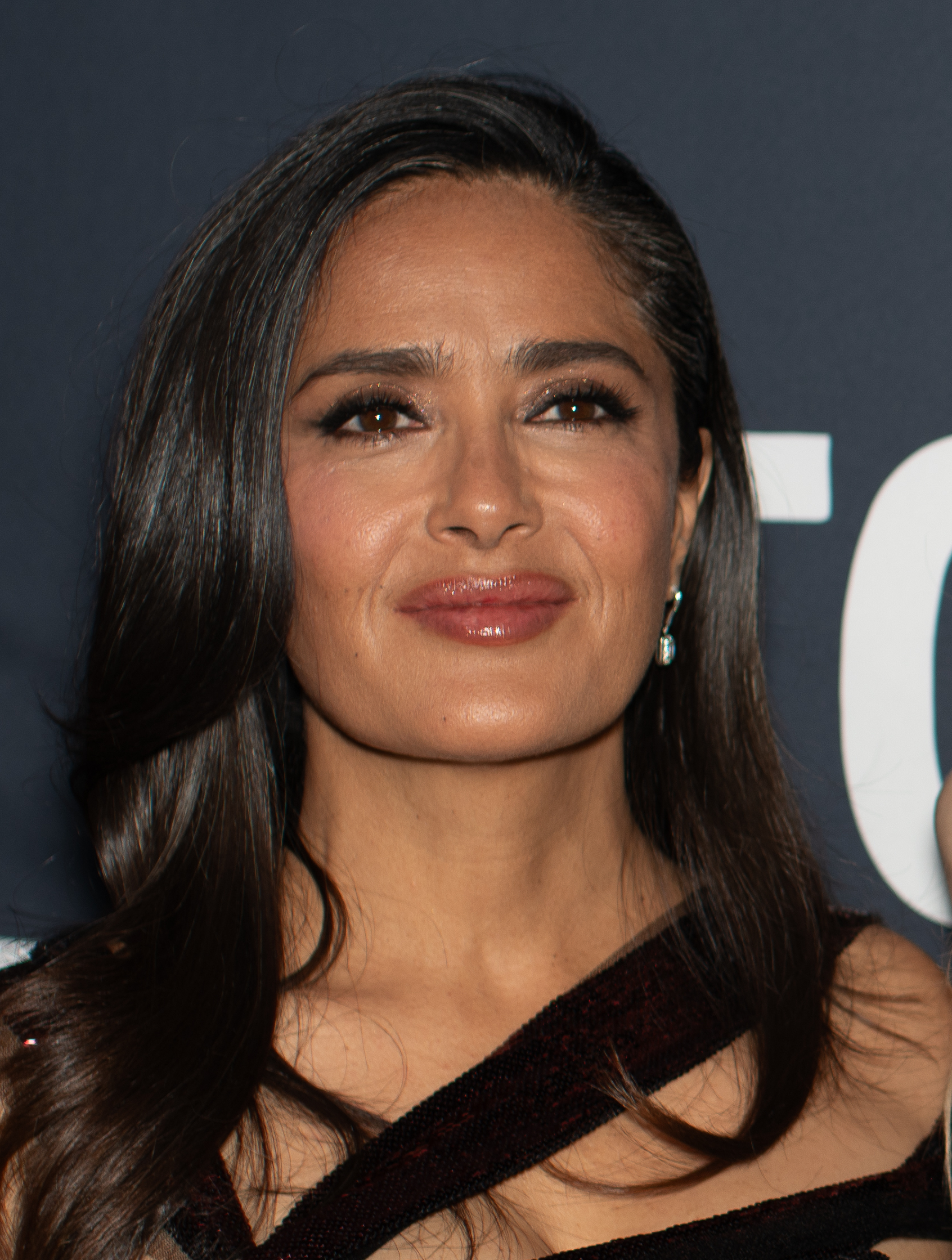
Salma Hayek, 2024

Salma Hayek Pinault (* 2. September 1966 in Coatzacoalcos als Salma Valgarma Hayek Jiménez) ist eine mexikanisch-US-amerikanische Schauspielerin und Produzentin.

## Leben
Hayeks Vater, der Libanese Sami Hayek, war Politiker und Manager im Ölgeschäft. Ihre mexikanische Mutter Diana Jiménez war Opernsängerin. Im Alter von zwölf Jahren verließ Salma die Stadt Coatzacoalcos im Südosten Mexikos und besuchte ein katholisches Internat im US-Bundesstaat Louisiana. Danach zog sie zu ihrer Tante nach Houston und blieb dort bis zu ihrem 17. Lebensjahr. Nach ihrem Schulabschluss ging sie zurück in ihre Heimat und studierte in Mexiko-Stadt Internationale Beziehungen und Schauspiel.
Das Studium brach sie zugunsten der Schauspielerei ab. Nach einigen Theaterauftritten bekam sie 1989 die Hauptrolle in der mexikanischen Telenovela Teresa, von der 125 Episoden gedreht wurden. Die Telenovela wurde ein Erfolg, in über 20 Ländern ausgestrahlt und Hayek in ihrem Heimatland Mexiko zum Star.
1991 siedelte sie nach Los Angeles über, um in Hollywood Karriere zu machen. Sie verbesserte ihre Englischkenntnisse (die trotz der in den USA verbrachten Jugendjahre nicht ausreichten) und nahm Schauspiel- und Sprechunterricht. In den ersten Jahren war sie von dem kleinen Angebot an substanziellen Rollen für lateinamerikanische Frauen enttäuscht. Im Januar 1993 erhielt sie eine Nebenrolle in dem Film Mi Vida Loca.

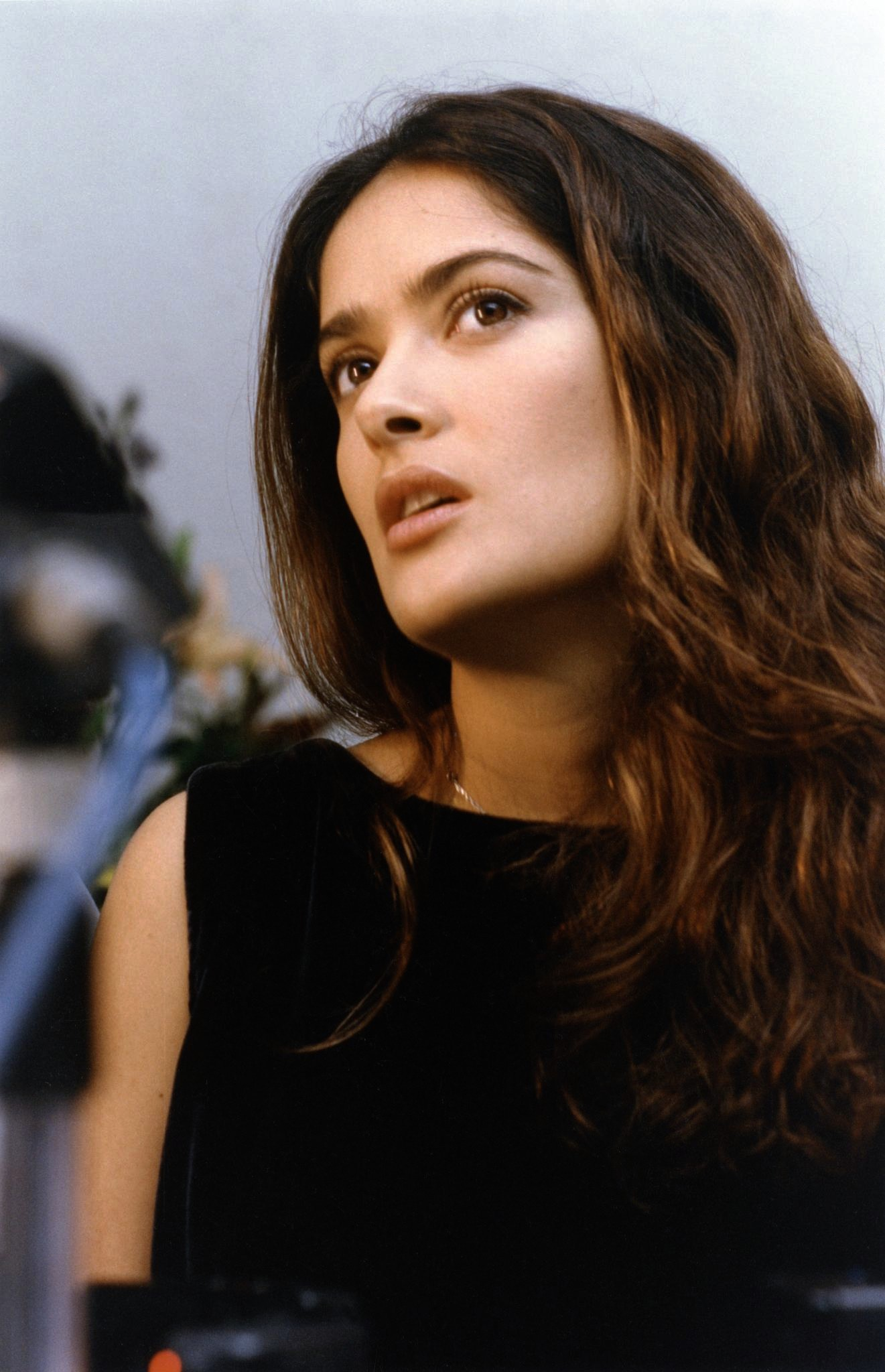
Salma Hayek (2004)

1995 spielte sie an der Seite von Antonio Banderas in dem Film Desperado; Regisseur Robert Rodriguez war durch Zufall auf sie aufmerksam geworden. 1996 arbeiteten Rodriguez und sie erneut zusammen, in From Dusk Till Dawn spielte sie eine Vampirin. Insbesondere eine Szene mit einem Schlangentanz, der von Tito & Tarantulas Titel After Dark musikalisch begleitet wird, machte Hayek bekannter.
2002 wirkte sie am Film Frida als Koproduzentin und Darstellerin der Hauptfigur Frida Kahlo mit. 2003 war Hayek als beste Schauspielerin für ihre Rolle in dem Film Frida sowohl für den Oscar als auch für den Golden Globe nominiert. Der Film erhielt zwei Oscars. Mit der Gründung ihrer eigenen Filmproduktionsfirma schuf sie sich ein zweites Standbein.
Seit September 2007 ist sie Mutter einer Tochter. Der Vater ist der französische Milliardär François-Henri Pinault, den sie im Februar 2009 in Paris im kleinen Kreis heiratete, nachdem sie noch im Juli 2008 die Verlobung mit ihm gelöst hatte. 
2012 wurde Hayek von der französischen Regierung zum Ritter der französischen Ehrenlegion ernannt.
Im Dezember 2017 warf Salma Hayek dem Filmproduzenten Harvey Weinstein vor, sie 2002 bei den Dreharbeiten zum Film Frida sexuell bedrängt und belästigt zu haben. Sie veröffentlichte einen Gastbeitrag in der New York Times. 
Weinstein hat die Vorwürfe dementiert.
Hayek erkrankte 2020 zu Beginn der COVID-19-Pandemie schwer an Corona. Sie verbrachte laut eigenen Angaben sieben Wochen isoliert in einem Zimmer und wurde zeitweise mit Sauerstoff beatmet.
Salma Hayek spricht Spanisch, Arabisch, Portugiesisch und Englisch. In ihren Filmen wird sie in deutscher Sprache zumeist von Christin Marquitan synchronisiert.

## Soziales Engagement
Hayek engagiert sich für karitative Zwecke. Unter anderem unterstützte sie die gemeinsame Initiative von Pampers und UNICEF, die sich zum Ziel gesetzt hatte, Tetanus mit Impfungen und begleitenden Maßnahmen auszurotten.
Bei einem UNICEF-Besuch 2009 in einem Krankenhaus in dem westafrikanischen Land Sierra Leone, wo die Tetanus-Kindersterblichkeit weltweit am größten ist, stillte Hayek ein vor Hunger schreiendes Baby – dessen Mutter konnte das Kind mangels Milch nicht selbst ernähren. Hayek löste damit eine heftige Debatte in den USA aus.
Sie ist die Sprecherin der Initiative Speak Out Against Domestic Violence („Aufbegehren gegen häusliche Gewalt“) und hat für Frauenhäuser in ihrer mexikanischen Heimatstadt Coatzacoalcos und einem Nachbarort mehr als 750.000 US-Dollar gespendet. Für den Kampf gegen häusliche Gewalt gründete sie die Salma-Hayek-Stiftung. Sie forderte in einer Rede vor dem US-Senat im Jahr 2005 u. a. härtere Gesetze gegen Gewalt in der Ehe.
Hayek erhielt im Dezember 2009 „Das Goldene Herz“, den Ehrenpreis der Fernseh-Spendengala Ein Herz für Kinder für ihr „vielseitiges, karitatives Engagement für Kinder und Menschen in Not“. Sie setzt sich auch für Straßenkinder in Mexiko ein.

## Filmografie (Auswahl)
- 1988: Un nuevo amanecer (Fernsehserie, drei Folgen)
- 1989: Teresa (Fernsehserie, drei Folgen)
- 1992: Das Gesetz der Straße (Street Justice, Fernsehserie, Folge 1x12 Homecoming)
- 1993: Mi vida loca
- 1994: Bad Boys Never Die (Roadracers, Fernsehfilm)
- 1995: Midaq Alley (El Callejón de los Milagros)
- 1995: Fair Game
- 1995: Four Rooms
- 1995: Desperado
- 1996: Follow Me Home
- 1996: From Dusk Till Dawn
- 1996: Fled – Flucht nach Plan (Fled)
- 1997: Sistole Diastole (Kurzfilm)
- 1997: Der Glöckner von Notre Dame (The Hunchback, Fernsehfilm)
- 1997: Fools Rush In – Herz über Kopf (Fools Rush In)
- 1997: Breaking Up
- 1998: Studio 54 (54)
- 1998: Schrille Nächte in New York (The Velocity of Gary)
- 1998: The Faculty
- 1999: Dogma
- 1999: Keine Post für den Oberst (El Coronel no tiene quien le escriba)
- 1999: Wild Wild West
- 2000: Timecode
- 2000: Chain of Fools
- 2000: Living It Up – Nur eine Woche Millionär (La gran vida)
- 2000: Traffic – Macht des Kartells (Traffic)
- 2001: Hotel
- 2001: Die Zeit der Schmetterlinge (In the Time of the Butterflies, Fernsehfilm)
- 2002: Frida
- 2003: Irgendwann in Mexico (Once Upon a Time in Mexico)
- 2003: Mission 3D (Spy Kids 3-D: Game Over)
- 2004: After the Sunset
- 2006: Bandidas
- 2006: Ask the Dust
- 2006: Lonely Hearts Killers (Lonely Hearts)
- 2006–2007: Ugly Betty (Fernsehserie, acht Folgen)
- 2007: Across the Universe
- 2009, 2013: 30 Rock (Fernsehserie, sieben Folgen)
- 2010: Mitternachtszirkus – Willkommen in der Welt der Vampire (Cirque du Freak: The Vampire’s Assistant)
- 2010: Kindsköpfe (Grown Ups)
- 2011: Der gestiefelte Kater (Puss in Boots, Stimme)
- 2011: Americano
- 2011: La chispa de la vida
- 2012: Die Piraten! – Ein Haufen merkwürdiger Typen (The Pirates! In an Adventure with Scientists!)
- 2012: Savages
- 2012: Das Schwergewicht (Here Comes The Boom)
- 2013: Kindsköpfe 2 (Grown Ups 2)
- 2014: Muppets Most Wanted
- 2014: Professor Love (Some Kind of Beautiful)
- 2014: Everly – Die Waffen einer Frau (Everly)
- 2015: Das Märchen der Märchen (Il racconto dei racconti)
- 2015: Septembers of Shiraz
- 2016: Sausage Party – Es geht um die Wurst (Sausage Party, Stimme)
- 2017: Beatriz at Dinner
- 2017: Drunk Parents
- 2017: How to Be a Latin Lover
- 2017: Killer’s Bodyguard (The Hitman’s Bodyguard)
- 2018: The Hummingbird Project
- 2020: Wege des Lebens – The Roads Not Taken (The Roads Not Taken)
- 2020: Lady Business (Like a Boss)
- 2021: Bliss
- 2021: Killer’s Bodyguard 2 (The Hitman’s Wife’s Bodyguard)
- 2021: Eternals
- 2021: House of Gucci
- 2022: Der gestiefelte Kater: Der letzte Wunsch (Puss in Boots: The Last Wish) (Stimme)
- 2023: Magic Mike: The Last Dance (Magic Mike’s Last Dance)
- 2023: Black Mirror (Fernsehserie, Folge Joan Is Awful)
- 2024: Without Blood

als Regisseurin
- 2003: The Maldonado Miracle (Fernsehfilm)

als Executive Producer
- 2006–2010: Ugly Betty (Fernsehserie)

## Musikvideos
- 1996: ZZ Top – She’s Just Killing Me
- 1999: Will Smith – Wild Wild West
- 2005: Prince – Te Amo Corazón (Regisseurin)
- 2012: Jada Pinkett Smith – Nada se compara (Regisseurin)

## Auszeichnungen und Nominierungen

### Auszeichnungen

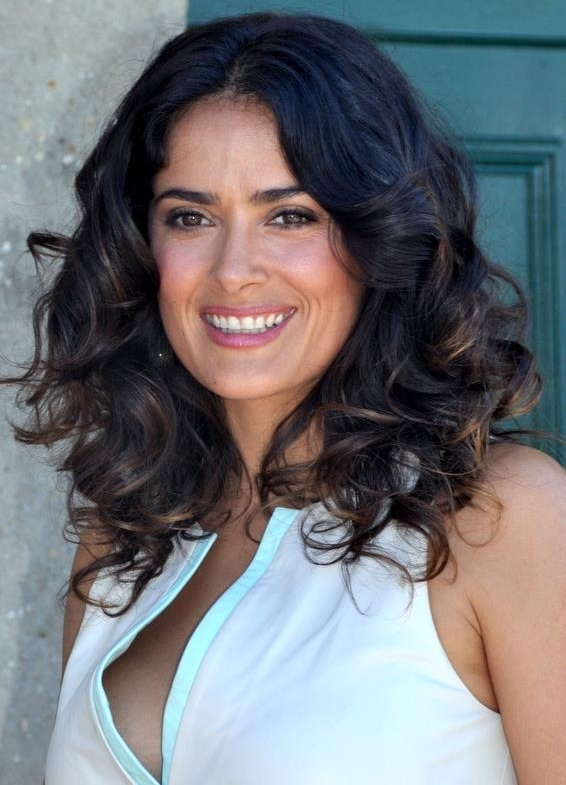
Salma Hayek, 2012

- 2000: Blockbuster Entertainment Award in der Kategorie „Beste Nebendarstellerin – Actionfilm“ für Wild Wild West
- 2002: ALMA Award in der Kategorie „Herausragende Schauspielerin in einem Fernsehfilm“ für Die Zeit der Schmetterlinge
- 2003: Goldene Kamera in der Kategorie „Film international“
- 2003: Imagen Award in der Kategorie „Beste Schauspielerin – Film“ für Frida
- 2009: Goldenes Herz (Ein Herz für Kinder)
- 2012: Ernennung zum Ritter der Ehrenlegion
- 2012: Bambi in der Kategorie „Film International“[15]
- 2021: Stern auf dem Hollywood Walk of Fame[16]

### Nominierungen
- 1995: Ariel a mejor actriz (mexikanischer Preis) für El callejón de los milagros[17]
- 1995: Saturn Award als beste Nebendarstellerin in Desperado
- 1996: MTV Movie Award in der Kategorie „Bester Kuss“ (zusammen mit Antonio Banderas) in Desperado
- 1998: ALMA Award in der Kategorie „Herausragende Schauspielerin in einem Spielfilm“ in Fools Rush In – Herz über Kopf
- 1998: ALMA Award für „Herausragende Einzelleistung in einem Fernsehfilm in einer Crossover-Rolle“ in Der Glöckner von Notre Dame
- 1999: ALMA Award als „Herausragende Schauspielerin in einem Spielfilm“ in Studio 54
- 2000: Goldene Himbeere als schlechteste Nebendarstellerin in Dogma und Wild Wild West
- 2000: ALMA Award als „Herausragende Schauspielerin in einem Spielfilm“ in Wild Wild West
- 2002: Critics’ Choice Movie Award als „Beste Schauspielerin in einem Fernsehfilm“ in Die Zeit der Schmetterlinge
- 2003: Chicago Film Critics Association Award als beste Schauspielerin in Frida
- 2003: Critics’ Choice Movie Award als beste Schauspielerin in Frida
- 2003: Golden Satellite Award als beste Schauspielerin in Frida
- 2003: Golden Globe in der Kategorie „Beste Schauspielerin – Drama“ in Frida
- 2003: British Academy Film Award als beste Hauptdarstellerin in Frida
- 2003: Screen Actors Guild Award für „Herausragende Darstellung einer Hauptdarstellerin“ in Frida
- 2003: Oscar als beste Schauspielerin in Frida
- 2003: Boston Society of Film Critics Award als beste Schauspielerin in Frida
- 2004: Daytime Emmy für „Herausragende Regie in einem Kinder-/Jugend-/Familien-Special“ in The Maldonado Miracle
- 2006: Silberne Muschel des Festival Internacional de Cine de San Sebastián als beste Schauspielerin in Lonely Hearts Killers
- 2007: Emmy als „Herausragende Gastdarstellerin in einer Comedy-Serie“ für Ugly Betty
- 2007: Emmy in der Kategorie „Herausragende Comedy-Serie“ (als Produzentin) für Ugly Betty
- 2008: Producers Guild of America Award (als Produzentin) für Ugly Betty
- 2011: Silberne Muschel des Festival Internacional de Cine de San Sebastián als beste Schauspielerin für Americano
- 2012: Goya (spanischer Filmpreis) als beste Schauspielerin in La chispa de la vida
- 2012: Teen Choice Award als „Choice Movie Actress: Action“ in Der gestiefelte Kater
- 2014: Goldene Himbeere als schlechteste Nebendarstellerin in Kindsköpfe 2
- 2024: Goldene Himbeere als Schlechteste Schauspielerin in Magic Mike: Last Dance